# Hotel Hans Egede
Koordinaten: 64° 10′ 30,2″ N, 51° 44′ 10,3″ W
Das Hotel Hans Egede ist ein 4-Sterne-Hotel in der grönländischen Hauptstadt Nuuk.

## Geschichte
1981 entstanden erste Pläne, ein neues Hotel in Nuuk zu errichten. Anfangs war Peer Bjørk vom dänischen Reisebüro Vejle Rejser der Auftraggeber, aber schließlich übernahmen Helge Tang (* 1950) und Carl Juhl (1944–2021) den Auftrag. Beide waren bereits in Sisimiut als Hotelunternehmer in Erscheinung getreten. Das Hotel sollte ursprünglich sieben Etagen haben, aber da im Bebauungsplan damals maximal sechsstöckige Gebäude vorgesehen waren, erhielt das Hotel sechs Stockwerke sowie ein Kellergeschoss. Das Gebäude wurde direkt neben dem bisherigen größten Hotel Nuuks, dem Hotel Grønland, errichtet, das anschließend übernommen und in das neue Hotel integriert wurde, womit Tang und Juhl über die Mehrheit aller Hotelzimmer in Nuuk verfügten. In das Erdgeschoss wurde eine Filiale von KNI eingerichtet. Das Hotel Hans Egede, benannt nach Hans Egede, wurde am 1. September 1987 nach zwölfmonatiger Bauzeit eröffnet. Es hatte anfangs 60 Doppelzimmer, das Restaurant Skytop, die Diskothek Disco Palace, die Bar Oasen und die Kneipe Queens Pub. Das Gebäude war zu diesem Zeitpunkt das höchste ganz Grönlands.
Bereits 1989 wurde mit einem Anbau begonnen, der am 1. April 1990 fertiggestellt wurde und das Hotel Hans Egede mit dem Hotel Grønland verband. Dabei wurde die Fläche des Hotels mehr als verdoppelt, die Zimmerkapazität auf 110 erhöht, mehrere Konferenzräume eingerichtet, Verkaufsflächen vergrößert sowie das Reisebüro Grønlands Rejsebureau und die Videothek Palace Video eingerichtet. Dazu enthielt der Anbau die Drehbar Skyline.
2008 wurde die dritte Ausbauphase abgeschlossen, womit das Hotel 140 Zimmer hatte. Von 2013 bis 2015 wurde das Hotel Hans Egede ein weiteres Mal renoviert und ausgeweitet. Es verfügt heute über 156 Zimmer, 20 Hotelwohnungen, die Restaurants A Hereford Beefstouw und Sarfalik, die Bar Skyline, ein Fitnesszentrum, einen Spabereich und einen großen Konferenzbereich für bis zu 300 Teilnehmer.
2020 wurde das selbstständige HHE Express als billigere Alternative eröffnet.